# کف خطا
کفِ خطا (Error floor)، پدیده‌ای است که در کدهای تصحیح‌کنندۀ خطا که بر پایۀ گراف تُنُک (اسپارس) تکرارشده (iterated) توصیف می‌شوند - مانند کدهای ال‌دی‌پی‌سی و کدهای توربو - دیده می‌شود. در منحنی (نمودار) نرخ خطای بیت کدهای معمولی - مانند کد رید-سولومون با کدگشایی جبری یا کدهای کانوُلوشنال با کدگشایی ویتربی - با افزایش نسبت سیگنال به نویز، نرخ خطا، پیوسته کاهش می‌یابد. اما در منحنی نرخ خطای کدهای ال‌دی‌پی‌سی و کدهای توربو، جایی هست که فراتر از آن، نرخ خطا، دیگر با آهنگ پیشین افت نمی‌کند. به بیان دیگر، ناحیه‌ای هست که در آن، دیگر عملکرد کد بهتر نمی‌شود (منحنی خطا، تخت می‌شود). این ناحیه را ناحیۀ کفِ خطا می‌نامند. ناحیۀ درست پیش‌از افت ناگهانی عملکرد، ناحیۀ  آبشار (waterfall) نامیده می‌شود. 
کف خطا معمولاً در اثر کلمات کد کم‌وزن (در کدهای توربو) و تله‌ها (trapping sets) (در کدهای ال‌دی‌پی‌سی) پیش می‌آید. 